# The Descent Part 2
The Descent Part 2 (Brasil: O Abismo do Medo 2 / Portugal: A Descida - Parte 2) é o segundo filme da série "Abismo do Medo". Foi lançado em 2009, dirigido por Jon Harris. O filme estrela Shauna Macdonald e Natalie Jackson Mendoza. Estreou em 15 de janeiro de 2010 nos cinemas brasileiros.

## Sinopse
Sarah consegue sair da caverna onde ficou presa ao lado de suas amigas. Sem nenhuma explicação racional sobre o desaparecimento das garotas, ela é obrigada pela polícia a retornar ao local na tentativa de resgatá-las. Mas a missão começa a entrar em uma área desconhecida, enquanto Sarah é perturbada por memórias chocantes
Sarah Carter (Shauna MacDonald) é encontrada sozinha e abalada pelo terrível episódio que viveu dentro das cavernas dos Apalaches com as amigas. Mas o xerife Redmond Vaines (Gavan O’Herlihy) que procurava por elas há dias nem espera a sua recuperação e quer a sua ajuda para encontrá-las. Ainda traumatizada e sem poder falar, Sarah vai se lembrando na medida em que se aprofunda nas cavernas e as situações ameaçam se repetir.

## Elenco
- Shauna Macdonald.....Sarah
- Natalie Jackson Mendoza.....Juno
- Krysten Cummings.....Rios
- Joshua Dallas.....Greg
- Anna Skellern.....Cath
- Douglas Hodge.....Dan